# Seminario de Lima
El Seminario de Santo Toribio es un seminario sacerdotal encargado de formar a los seminaristas para ser futuros sacerdotes de la arquidiócesis de Lima. Tiene sede en Lima, Perú y es el segundo seminario de América (1591) después del de Bogotá (1581).

## Historia
El Colegio Seminario de Santo Toribio, de Lima, fue fundado el 7 de diciembre de 1591 por el arzobispo Toribio de Mogrovejo buscando instruir a los futuros sacerdotes de la Ciudad de los Reyes. De conformidad con los cánones de la época, se le dio el nombre del Santo cuyo nombre llevaba el fundador del colegio: Colegio Seminario de Santo Toribio (por santo Toribio de Astorga). La calle donde estuvo el primer local se ha conocido a lo largo de los siglos con el nombre del colegio: calle de Santo Toribio (cuadra 2º del jirón Lampa), a una cuadra de la espalda del palacio Arzobispal y de la Catedral de Lima, y a tres cuadras del que era local de la Real y Pontificia Universidad de San Marcos, con la que siempre mantuvo estrecha vinculación. El primer rector del Colegio Seminario fue el licenciado Hernando de Guzmán, quien en 1608-1609 y en 1624-1625 fue rector de la Universidad de San Marcos.
En 1592 el Colegio obtuvo el patronato regio.
El terremoto de Lima de 13 de noviembre de 1655 destruyó gran parte del colegio. Temporalmente el Seminario se trasladó a la calle del costado del Hospital de San Bartolomé (aproximadamente a la altura de la calle de San Joaquín, cuadra 2.ª de jirón Cangallo).
El 28 de junio de 1679 (a los 73 años del fallecimiento del arzobispo fundador del seminario) el papa Inocencio XI, mediante la Bula Laudeamus, proclamó la beatificación de Toribio de Mogrovejo. Como consecuencia, el colegio seminario tomó el nombre del beato: Colegio Seminario del Beato Toribio.
Posteriormente el seminario volvió a ocupar su espacio de origen, en la calle de Santo Toribio.
Toribio de Mogrovejo fue canonizado el 10 de diciembre de 1726 por el papa Benedicto XIII, mediante la bula Quoniam Spiritus, y como consecuencia el Seminario tomó nuevamente el nombre de Colegio Seminario de Santo Toribio, pero esta vez en advocación del santo limeño y ya no de Santo Toribio de Astorga como había sido en la fundación.
En 1813, el arzobispo Bartolomé María de las Heras, deseando dar al seminario la extensión de que carecía para contener cómodamente un mayor número de alumnos y establecer el mismo plan de estudios adoptado en el Colegio de San Carlos, compró con sus propias rentas la casa inmediata al Seminario y amplió el edificio encargando la obra al presbítero Matías Maestro.
Hacia mediados del siglo XIX, el arzobispo Francisco Javier de Luna Pizarro realizó una reforma profunda del plan de estudios y del sistema de finanzas y trasladó el Seminario a los claustros de San Francisco Solano y de San Buenaventura, del convento de San Francisco.
A mediados del siglo XX, para el ensanchamiento del jirón Abancay, se cortaron esos claustros y el colegio seminario pasó a su nuevo local del distrito de Pueblo Libre (Magdalena Vieja).
Las insignias del colegio fueron: manto de color pardo y beca azul con las armas reales.

## Acogida
Acoge a todos los jóvenes varones de Lima que sienten el llamado de Dios al sacerdocio. Y, cuyo anhelo es servir con verdadero amor a Dios y a los hombres, colaborando y obedeciendo fiel y santamente al Arzobispo, en comunión con el sucesor de Pedro, formando así una sola Iglesia en todo el mundo; y, cuya misión es una sola: evangelizar al mundo entero y ser mediadores entre Dios y los hombres para la salvación de toda la humanidad.

## Recintos
- Capilla Central
- Capilla San José
- Capilla San Juan María Vianney
- Capilla Inmaculada
- Biblioteca Histórica
- Biblioteca de Filosofía
- Biblioteca de Teología
- Archivo Histórico
- Terraza
- Sala Tertulia
- Campo Deportivo
- Comedor Principal
- Teatrín
- Despacho del Rector

## Organización
- Arzobispo de Lima: Monseñor Carlos Castillo Mattasoglio
- Rector: Jorge López
- Formadores: Pbro. Leonard Vega Martínez y Pbro. Rodolfo Silva Pacherre.

## Página oficial del Seminario Santo Toribio de Mogrovejo
http://www.seminariosantotoribio.org
Es posible ingresar por http://www.seminariodelima.pe